# The Fantastic Seven
The Fantastic Seven (conocida en España como Los siete fantásticos) es una película estadounidense de acción y drama de 1979, dirigida por John Peyser, escrita por David Shaw, musicalizada por Bill Conti, Jack Eskew y Peter T. Myers, en la fotografía estuvo Frank M. Holgate, los protagonistas son Christopher Connelly, Christopher Lloyd y Bob Seagren, entre otros. El filme fue realizado por Martin Poll Productions, se estrenó el 30 de mayo de 1979.

## Sinopsis
La reconocida actriz Rebecca Wayne es raptada de su propio set, Hill tiene que preparar un plan para rescatarla. Ella se encuentra en aguas internacionales, así que el FBI no puede actuar, Hill debe resolverlo él mismo. Tiene solo 3 días para armar un equipo de rescate y llevar adelante el difícil objetivo.